# Bandera de Valdivia

Bandera de la cruz de Borgoña utilizada por la monarquía Hispánica.

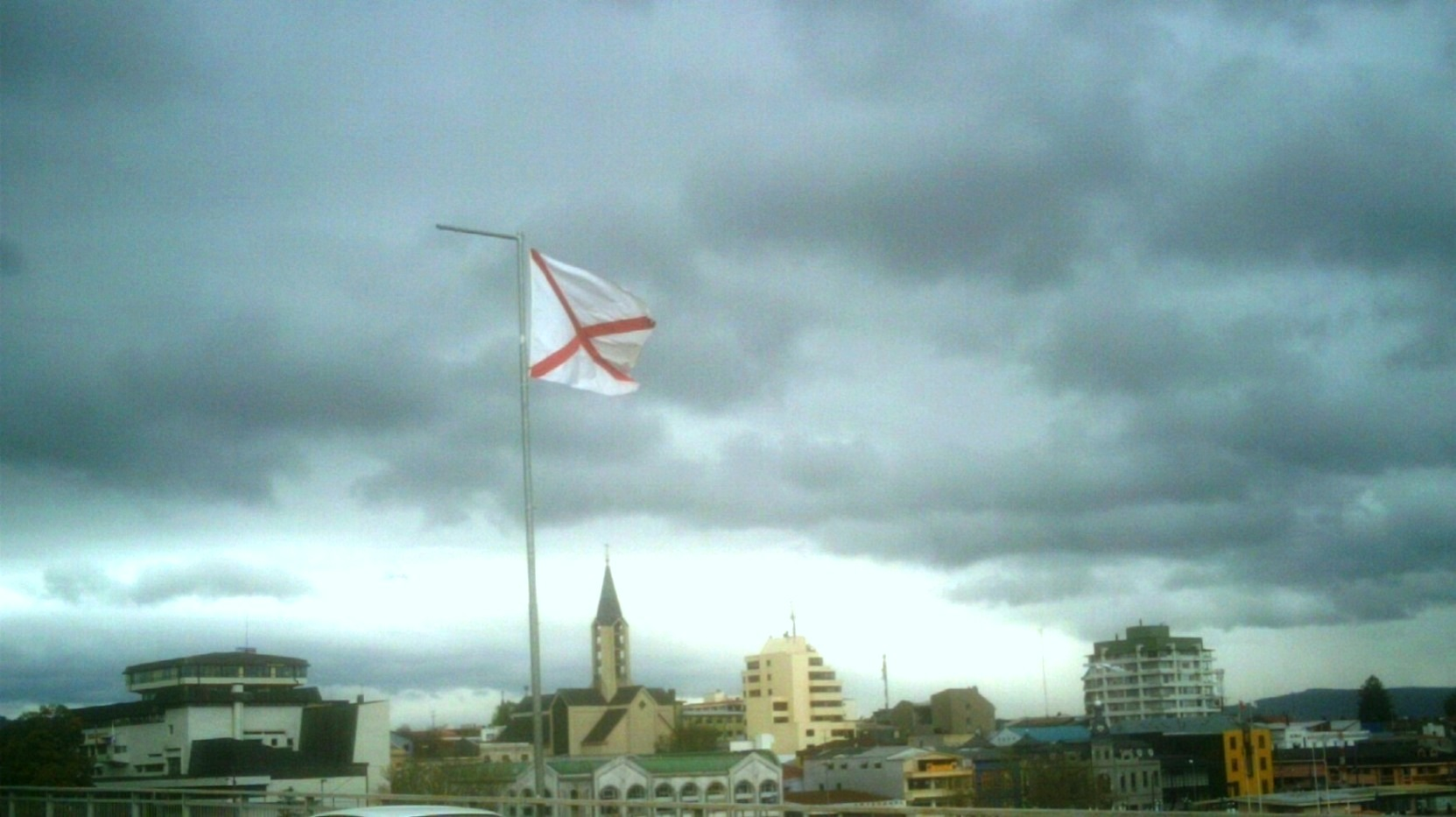
La bandera Valdiviana flameando.

La bandera de Valdivia o bandera Valdiviana es la bandera de la ciudad mencionada en el sur de Chile, la cual contiene la cruz de San Andrés en rojo en alusión a la bandera utilizada durante la época del imperio Español.
La bandera actual es una simplificación de la cruz de Borgoña utilizada por los conquistadores españoles en América.
Valdivia fue un reducto realista durante la guerra de emancipación hispanoamericana, por lo que el símbolo alude a aquella lealtad.
El diseño se asemeja a la bandera de señales marítimas internacionales por la letra V y el significado "necesito ayuda".

## Historia
El 20 de julio de 1552, cinco meses después de la fundación de la ciudad de Santa María la Blanca de Valdivia, el cabildo elevó una representación al rey para que se le otorgase a la naciente ciudad del Nuevo Mundo un título y un escudo. Finalmente un 18 de marzo de 1554 por cédula real se le otorga título a la ciudad de Valdivia de "muy noble y muy leal" y le confieren un escudo de armas y bandera.
La actual es la derivación de la bandera del imperio.